# Sybra biflavoguttulata
Sybra biflavoguttulata là một loài bọ cánh cứng trong họ Cerambycidae.